# Acomys minous
Acomys minous és una espècie de mamífer rosegador de la família dels múrids. És endèmic de l'illa de Creta (Grècia), on viu a altituds d'entre 0 i 1.000 msnm. S'alimenta principalment de matèria vegetal, que complementa amb preses animals. El seu hàbitat natural són les zones àrides. És una espècie en risc mínim, és a dir, no sembla que hi hagi cap amenaça significativa per a la seva supervivència.